# Gerhard Arnhardt
Gerhard Arnhardt (* 12. Januar 1936 in Salza, Provinz Sachsen; † 20. November 2008 in Bad Sachsa, Niedersachsen) war ein deutscher Pädagoge und Hochschullehrer.

## Leben
Nach dem Besuch der Oberschule in Nordhausen, wo er das Abitur ablegte, ging der Schlossersohn an die Martin-Luther-Universität Halle-Wittenberg, wo er Pädagogik mit der Fächerkombination Chemie/Biologie studierte.
Er wurde 1971 an der Martin-Luther-Universität Halle mit der Dissertation Zur pädagogischen Wirksamkeit von Prozesskomponenten bei der Herausbildung weltanschaulich-philosophischer Überzeugungen im naturwissenschaftlichen Unterricht. Eine empirische Untersuchung im Kreis Naumburg promoviert. 1979 legte er die Dissertation B zum Thema Schulpforte über Jahrhunderte, ein pädagogischer Prozess zwischen Progressivität und Stagnation an der Universität Jena vor. Diese Habilschrift bildete die Grundlage für sein 1988 erschienenen Werk Schulpforte. Eine Schule im Zeichen der humanistischen Bildungstradition, das von der Kommission für Deutsche Erziehungs- und Schulgeschichte der Akademie der Pädagogischen Wissenschaften der Deutschen Demokratischen Republik publiziert wurde. Gleichzeitig war dieses Werk Band 25 der Monumenta paedagogica, Reihe A, Geschichte der bürgerlichen Bildungspolitik und Pädagogik.
Er war ab 1956 als Schulleiter in Klosterhäseler, Mertendorf und Naumburg (Saale) tätig. 1969 wurde Gerhardt Arnhardt Direktor der Erweiterten Oberschule in Schulpforte, der heutigen Landesschule Pforta in Sachsen-Anhalt, bevor seine Ernennung zum Dozenten an der Universität Jena erfolgte. Bis zu seiner Emeritierung war Gerhard Arnhardt Professor für Historische Pädagogik, zuvor ab 1985 Professor für Geschichte und Erziehung an der Pädagogischen Hochschule „Karl Friedrich Wilhelm Wander“ in Dresden, an der er bereits seit 1983 tätig war.
Im wiedervereinigten Deutschland wurde Gerhard Arnhardt im Oktober 1990 Dekan der Fakultät für Pädagogische Wissenschaften der Hochschule in Dresden. Bereits 1992 ging er vorzeitig in den Ruhestand und zog nach Niedersachsen.

## Publikationen (Auswahl)
- Schulpforte: Eine Schule im Zeichen der humanistischen Bildungstradition. 1. Auflage. Verlag Volk und Wissen, Berlinj 1988.

- mit Gerd-Bodo von Carlsburg: Die Fürsten- und Landesschulen Meißen, Schulpforte und Grimma: Lebensweise und Unterricht über Jahrhunderte. 1. Auflage. Beltz, Weinheim; Basel 2002, ISBN 978-3-407-32015-5.

- mit Franz Hofmann; Gerd-Bodo von Carlsburg: Der Lehrer: Bilder und Vorbilder. 1. Auflage. Auer, Donauwörth 2000, ISBN 978-3-403-03126-0.

- mit Gerd-Bodo von Carlsburg: Philipp Melanchton: Architekt des neuzeitlich-christlichen deutschen Schulsystems. 1. Auflage. Auer, Donauwörth 1997, ISBN 978-3-403-02817-8.

- mit Gerd-Bodo von Carlsburg; Peter Cornelius: Johann Heinrich Pestalozzi: Anthropologisches Denken und Handeln. Ein pädagogisches Konzept über die Zeiten. 2., überarb. und erw. Auflage. Auer, Donauwörth 1996, ISBN 978-3-403-02856-7.